# Twilight of the Thunder God
Twilight of the Thunder God è il settimo album in studio del gruppo musicale svedese Amon Amarth, pubblicato il 19 settembre 2008 dalla Metal Blade Records.
È stato il primo album della band ad ottenere un piazzamento nella Billboard 200, alla cinquantesima posizione. La traccia Varyags of Miklagaard è dedicata alle guardie variaghe di Costantinopoli, mentre l'album, in generale, risalta la mitologia norrena.
L'album uscì anche in digipack con l'aggiunta di un DVD bonus contenente l'esibizione dal vivo che la band tenne al Summer Breeze Open Air del 2007. La stessa versione è stata ripubblicata nel 2010 dalla Icarus Musica, una label argentina specializzata nella ristampa di album metal.

## Tracce
1. Twilight of the Thunder God (feat. Roope Latvala) - 4:09
2. Free Will Sacrifice - 4:09
3. Guardians of Asgaard (feat. Lars Göran Petrov) - 4:23
4. Where Is Your God? - 3:11
5. Varyags of Miklagaard - 4:18
6. Tattered Banners and Bloody Flags - 4:30
7. No Fear for the Setting Sun - 3:54
8. The Hero - 4:04
9. Live for the Kill (feat. Apocalyptica) - 4:12
10. Embrace of the Endless Ocean - 6:44

### DVD bonus
Versione digipack e ristampa 2010
Live at Summer Breeze 2007
1. Intro – 2:34
2. Valhall Awaits Me – 4:57
3. Runes to My Memory – 3:56
4. Cry of the Black Birds – 3:55
5. Asator – 3:52
6. Pursuit of Vikings – 5:36
7. Fate of Norns – 6:14
8. Without Fear – 5:06
9. With Oden on Our Side – 4:57
10. Where Silent Gods Stand Guard – 7:21
11. An Ancient Sign of Coming Storm – 4:57
12. Victorious March – 7:42
13. Death in Fire – 9:52

## Formazione
- Johan Hegg - voce
- Olavi Mikkonen - chitarra
- Johan Soderberg - chitarra
- Ted Lundström - basso
- Frederik Andersson - batteria

## Altri musicisti
- Lars Göran Petrov (Entombed) − voce in "Guardians of Asgaard"
- Roope Latvala (Children of Bodom) − chitarra in "Twilight of the Thunder God"
- Apocalyptica − violoncelli in "Live for the Kill"